# SN 2004fq
SN 2004fq – supernowa typu Ia odkryta 13 października 2004 roku w galaktyce A232745-0831. W momencie odkrycia miała maksymalną jasność 21,50m.